# Percy Spender
Percy Claude Spender (5 octobre 1897-3 mai 1985) est un homme politique, diplomate et juge australien. Il siège à la Chambre des représentants de 1937 à 1951, et est ministre sous Robert Menzies et Arthur Fadden. Il est ensuite ambassadeur aux États-Unis (1951-1958) et membre de la Cour internationale de justice (1958-1967), et président de la Cour de 1964 à 1967.

## Jeunesse
Spender est né le 5 octobre 1897 à Darlinghurst, Sydney, Nouvelle-Galles du Sud. Il est le cinquième des six enfants nés de Mary Murray et Frank Henry Spender ; son père est un serrurier originaire d'Australie du Sud. La mère de Spender décède en 1902 et son père se remarie, lui donnant une demi-sœur et plus tard deux demi-frères et sœurs. Il commence ses études à la Darlinghurst Public School, puis fréquente la Fort Street High School. Après avoir échoué à son examen de fin d'études, il trouve un emploi comme commis au conseil municipal de Sydney. Spender réussit finalement l'examen d'entrée à l'Université de Sydney, où il obtient un baccalauréat ès arts en 1918. Il s'enrôle dans la Force impériale australienne en septembre 1918, mais n'a pas participé au service actif avant la fin de la guerre quelques mois plus tard. Spender obtient ensuite un baccalauréat en droit, obtenant son diplôme en 1922 avec mention très bien et la médaille universitaire en droit. Il est admis au barreau en 1923 et nommé conseiller du roi en 1935.

## Entrée en politique
Spender entre en politique lors des élections de 1937 lorsqu'il est élu à la Chambre des représentants en tant que député de Warringah. Il se présente comme candidat « UAP indépendant », battant de manière inattendue le député en exercice, Archdale Parkhill. Le 20 octobre 1938, Spender annonce qu'il rejoint l'UAP, mais qu'il « continuerait à défendre l'expression indépendante de la pensée et de l'action et à s'opposer au principe de présélection des candidats ».

## Seconde Guerre mondiale

### Trésorier
Robert Menzies devient Premier ministre en avril 1939 et se nomme lui-même Trésorier, comme c'est courant à l'époque. Spender est promu au cabinet en tant que ministre sans portefeuille, mais dirige effectivement le département du Trésor à la place de Menzies. Il reçoit d'abord le titre de « ministre sans portefeuille assistant le trésorier », puis en novembre 1939, il est nommé trésorier par intérim. Il est membre de deux sous-comités au sein du cabinet – le Cabinet économique et le Cabinet de guerre – et en janvier 1940, il est également nommé vice-président du Conseil exécutif. Spender est officiellement nommé Trésorier quelques mois plus tard, en mars 1940. Il se souviendra plus tard dans ses mémoires qu'il a été « entièrement responsable du Trésor tout au long de sa carrière ».
L'objectif principal de Spender en tant que trésorier est d'accélérer la transition du pays vers une économie de guerre. Les troupes australiennes combattent déjà en Europe et au Moyen-Orient, et bien que la guerre du Pacifique ne débute qu'en décembre 1941, beaucoup pensent que l'apaisement avec le Japon a échoué et que les combats plus près de chez eux sont inévitables. Spender craint que les fonctionnaires permanents du Trésor, notamment le secrétaire du département Stuart McFarlane, ne prennent pas la situation suffisamment au sérieux. Il commence à s'appuyer davantage sur les conseils du personnel temporaire et des économistes indépendants comme Lyndhurst Giblin (en). Selon l'historien politique John Hawkins, Spender est « l'économiste le plus qualifié sur le plan académique parmi les trésoriers d'avant la Seconde Guerre mondiale ». Il promeut des politiques keynésiennes interventionnistes, telles que l’emprunt d’argent et l’augmentation des impôts pour financer des projets liés à la défense et ainsi réduire le chômage. Il souhaite également contrôler l'investissement privé afin que le capital soit disponible pour le gouvernement à des fins de défense, en introduisant des exigences pour les banques privées de placer une proportion définie de dépôts auprès de la Commonwealth Bank (qui est à l'époque la banque centrale de l'Australie).

### Activités ultérieures
Après les élections fédérales de 1940, Arthur Fadden est élu chef du Country Party, partenaire de coalition de l'UAP, et réclame le poste de trésorier. Spender est alors nommé ministre de l'Armée, poste qu'il occupe jusqu'à la défaite du gouvernement à la suite d'une motion de confiance en octobre 1941. Anticipant l'entrée en guerre du Japon, il insiste pour que les troupes australiennes soient déplacées du théâtre des opérations du Moyen-Orient vers leur territoire. Il « a invité les généraux australiens à communiquer directement avec lui et a contesté les assurances britanniques sur les défenses de Singapour ».
Menzies démissionne de son poste de chef de l'UAP en octobre 1941 et Spender est un candidat malheureux à la direction. Il est éliminé au premier tour, Billy Hughes battant ensuite Allan McDonald par une faible marge. Spender est également candidat à la direction de l'UAP en 1943, lorsque Hughes démissionne. Il est à nouveau éliminé au premier tour, ne recueillant qu'une poignée de voix. En février 1944, l'UAP vote le retrait de ses membres du Conseil consultatif de guerre. Spender refuse de démissionner du conseil et est expulsé de l'UAP le 23 février 1944. Le parti aurait voté à 21 voix contre 5 en faveur d'une motion d'expulsion présentée par Robert Menzies, qui a été en grande partie responsable de la création du conseil en tant qu'organisme non partisan. John Curtin envoie ensuite une lettre à Spender pour le remercier d'être resté. Billy Hughes est expulsé dans des circonstances similaires deux mois plus tard.
Spender siège en tant qu'indépendant après avoir été expulsé de l'UAP. Il est approché pour rejoindre le Parti libéral-démocrate, une petite scission de l'UAP, mais il refuse. En mai 1945, Spender devient membre financier de la branche Mosman du Parti libéral d'Australie. Il n'est cependant admis au sein du Parti libéral parlementaire que le 13 septembre 1945, date à laquelle le Conseil consultatif de guerre est aboli. Hughes est également réadmis à ce moment-là.

## La politique d'après-guerre

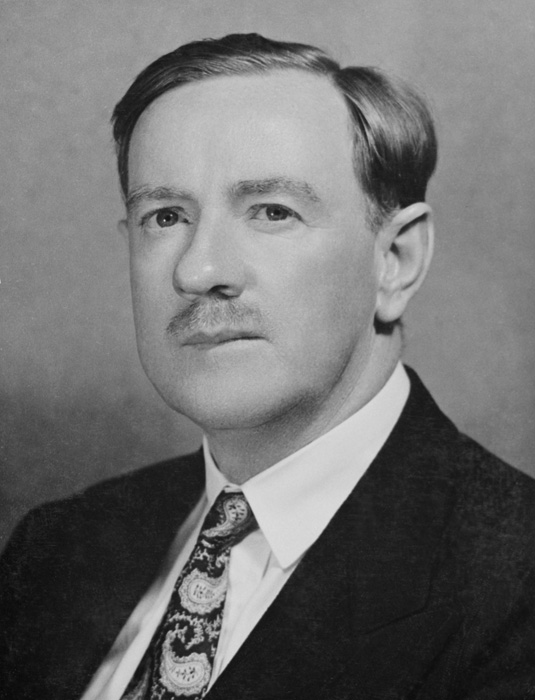
Dépensier en 1953

Au retour de Menzies au pouvoir en 1949, Spender est nommé ministre des Affaires étrangères (19 décembre 1949-26 avril 1951) et ministre des Territoires extérieurs. C'est durant cette période que Spender a la plus grande influence sur la politique australienne. Il dirige les délégations australiennes à la Conférence du Commonwealth britannique à Colombo, à Ceylan, et à la cinquième session de l'Assemblée générale des Nations Unies (dont il est le vice-président).
Lors de la conférence de Colombo, Spender joue un rôle déterminant dans l’élaboration du Plan de Colombo (qui est à l’origine connu sous le nom de Plan Spender). Il joue également un rôle important dans la signature du pacte ANZUS et du traité de San Francisco (traité de paix japonais ; 1951).
Spender exprime davantage le désir de conclure des alliances avec les « grandes puissances » que de contribuer à la sécurité collective, affirmant que les organisations internationales comme l'ONU peuvent « contenir ceux qui s'efforcent de perturber l'ordre auquel nous croyons ». En ce sens, Spender est plus proche de la tradition réaliste de la politique étrangère australienne liée à l’ancien Premier ministre Robert Menzies.

## Postes diplomatiques et judiciaires
Après avoir quitté la politique, Spender est nommé ambassadeur d'Australie aux États-Unis (1951-1958).
La nomination de Spender comme ambassadeur aux États-Unis est considérée une manoeuvre de Menzies pour éliminer un rival potentiel au Parlement. Cependant, Spender déclare en 1968 que Menzies n'a fait l'offre d'ambassadeur qu'après que Spender l'ait informé qu'il (Spender) quittait la politique.
Spender est le premier Australien nommé à la Cour internationale de justice de La Haye (1958-1964) et en est le président de 1964 à 1967. Spender est décédé en mai 1985, à l'âge de 87 ans.

## Vie privée
Spender épouse Jean Maud Henderson le 6 avril 1925 à l'église Sainte-Marie-Madeleine d'Angleterre, Coraki, Nouvelle-Galles du Sud. Elle est écrivaine de romans policiers et ils ont deux fils. Un de ses fils, John Spender, est également un homme politique et un diplomate qui épouse la créatrice de mode australienne Carla Zampatti. Jean Spender est décédé en 1970 et le 4 octobre 1975 à l'église anglicane St Mark, Darling Point, il épouse Averil Watkins Trenerry, née McLeod. Le mariage esr de courte durée et ils divorcent peu de temps après. Il épouse Eileen Esdaile, née Congreve, à Honolulu, Hawaï en 1983.
Sa petite-fille, Allegra Spender, est également députée de Wentworth.
Spender est fait chevalier en 1952 en tant que Chevalier Commandeur de l'Ordre de l'Empire britannique. En 1957, il est également créé Chevalier Commandeur de l'Ordre Royal de Victoria. Il reçoit l'Ordre du Mérite de Grande Fonctionnaire de la République italienne en 1976. Il reçoit également dix doctorats honorifiques. Cependant, un désaccord personnel entre lui et Menzies l'empêche de recevoir l'honneur qu'il désirait le plus, une nomination au Conseil privé. Il prononce le discours d'ouverture de l'Université Stanford en 1953.